# Mar delle Laccadive
Il mar delle Laccadive è un mare che bagna la punta meridionale dell'India, le isole Maldive e lo Sri Lanka. Fa parte dell'Oceano Indiano. Si trova a sudovest di Karnataka, a ovest di Kerala e a sud di Tamil Nadu. Prende il nome dall'omonimo arcipelago. 
Questo caldo mare mantiene una temperatura costante nel corso dell'anno ed è ricco di vita marina (il solo golfo di Mannar ospita circa 3000 specie). Esso fornisce le acque per il raffreddamento della centrale nucleare di Kudankulam.
Trivandrum, Kochi, Colombo, Quilon, Alappuzha e Malé sono le città più grandi che si affacciano su questo mare. Anche Kanyakumari, la punta più a sud del subcontinente indiano, è circondata da questo mare.

## Estensione
L'Organizzazione idrografica internazionale definisce i confini del mar delle Laccadive come segue:

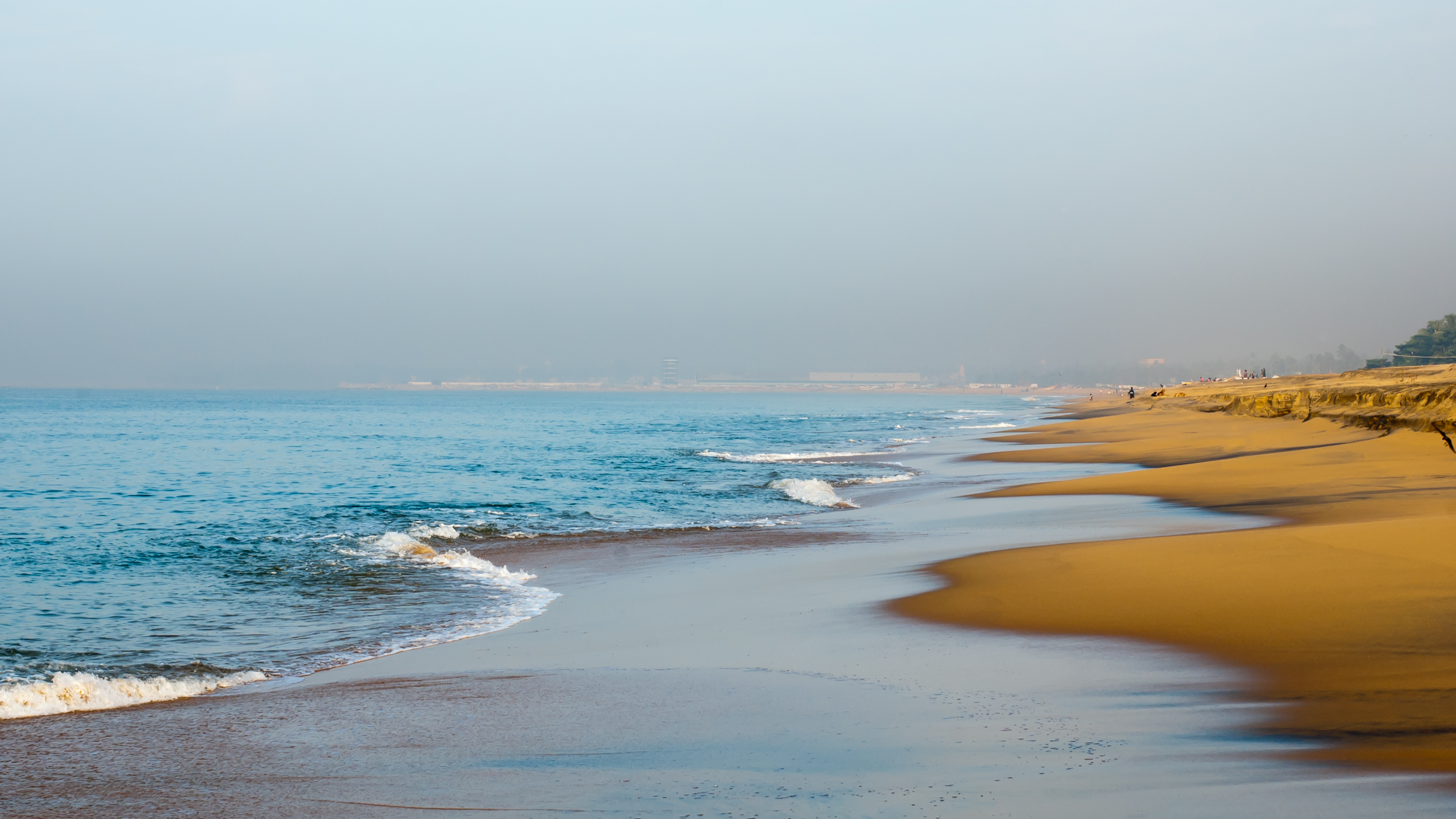
Spiaggia del mar delle Laccadive a Kollam Beach.

- A ovest: una linea che corre da Sadashivgad (Karwar) sulla costa occidentale dell'India (14°48′N 74°07′E) a Cora Divh (13°42′N 72°10′E) e quindi giù verso il lato occidentale del mar delle Laccadive [Laccadive] e l'arcipelago delle Maldive verso il punto più meridionale dell'atollo Addu nelle Maldive.
- A sud: una linea che corre da Dondra, nello Sri Lanka, al punto più meridionale dell'atollo Addu.
- A est: le coste occidentali di Ceylon e India.
- A nordest: Ponte di Adamo (tra India e Ceylon).

## Idrologia
La temperature dell'acqua è piuttosto costante nel corso dell'anno, con medie estive tra i 26–28 °С e invernali di 25 °С. La salinità è del 34‰ al centro e del 35.5‰ a sud. Le coste sono sabbiose ma le parti più profonde sono ricoperte di limo. Vi sono numerose barriere coralline in questo mare, come le isole Lakshadweep, costituite da atolli e contengono 105 specie di corallo.

## Fauna e attività umane

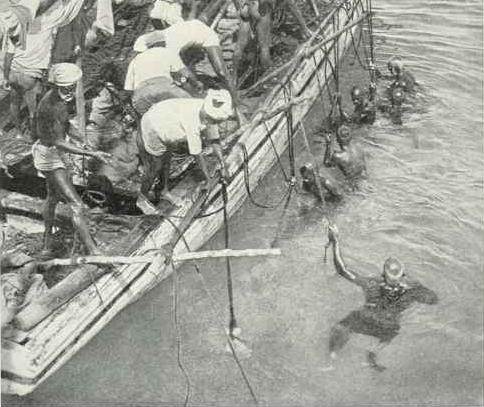
Pesca di perle nel golfo di Mannar, ca. 1926

Il golfo di Mannar è noto per i suoi banchi di perle presenti nelle ostriche delle specie pinctada radiata e pinctada fucata da almeno duemila anni. Plinio il Vecchio celebrò la pesca delle perle del golfo come l'attività più remunerativa del mondo. Sebbene la pesca delle perle sia considerata oggi troppo costosa in molte parti del mondo, nel golfo è ancora praticata. Vengono pescati anche in gran numero i molluschi shankha (Xancus pyrum) le cui conchiglie vengono utilizzate come oggetto religioso rituale. Gli altri molluschi del mare o sono troppo scarsi o non sono apprezzati dalla società indiana e quindi sono privi di valore commerciale.
Un'altra occupazione tradizionale nel mar delle Laccadive è la pesca. La cattura annuale di pesce va da 2000 a 5000 tonnellate dalle isole Laccadive, costituite in gran parte da tonni (circa il 70%) e squali. Vicino alle barriere coralline vengono pescati anche emiranfidi, carangidi, aguglie e razze.
Gamberi, achelata e piccoli pesci come sprattus, castagnole e apogonidae sono ampiamente usati come esca dai pescatori del mar delle Laccadive.